# Poggio-Marinaccio
Poggio-Marinaccio (in corso U Poghju è Marinacciu) è un comune francese di 29 abitanti situato nel dipartimento dell'Alta Corsica nella regione della Corsica.

## Società

### Evoluzione demografica
Abitanti censiti